# Goldenes Zeitalter der mittelalterlichen bulgarischen Kultur
Als Goldenes Zeitalter wird in der bulgarischen Geschichtsschreibung die Zeit des kulturellen Wohlstands im ersten bulgarischen Staat von der Taufe der Bulgaren im Jahr 864 unter Knjaz Boris I. bis zum Tod von Zar Peter im Jahr 969 bezeichnet. Im engeren Sinne wird unter diesem Begriff die Herrschaft von Zar Simeon dem Großen von 913–927 verstanden. Dies war nicht nur eine Zeit militärischer Siege, sondern vor allem des kulturellen Aufschwungs mit der Einführung der neuen allslawischen Schrift (Glagolitische Schrift), der Erschaffung des kyrillischen Alphabets, der christlichen Literatur und des Wohlstands. Ab diesem Zeitpunkt stammt der Titel Zar, der fortan von den bulgarischen Herrscher verwendet wurde.
Der Begriff für die historische Periode wurde 1852 vom Historiker Spiridon Palausow eingeführt und ist heute für die kulturelle Entwicklung Bulgariens in dieser Zeitspanne von drei Herrschern allgemein anerkannt.
Aufgrund der Politik der drei bulgarischen Herrscher dieser Zeit wurde das Christentum als Religion und kulturpolitisches Modell in Südosteuropa und Osteuropa etabliert. Zu dieser Zeit wurden die meisten Bücher der Bibel ins Altbulgarische übersetzt, was das Muster der Tres linguae sacrae brach.

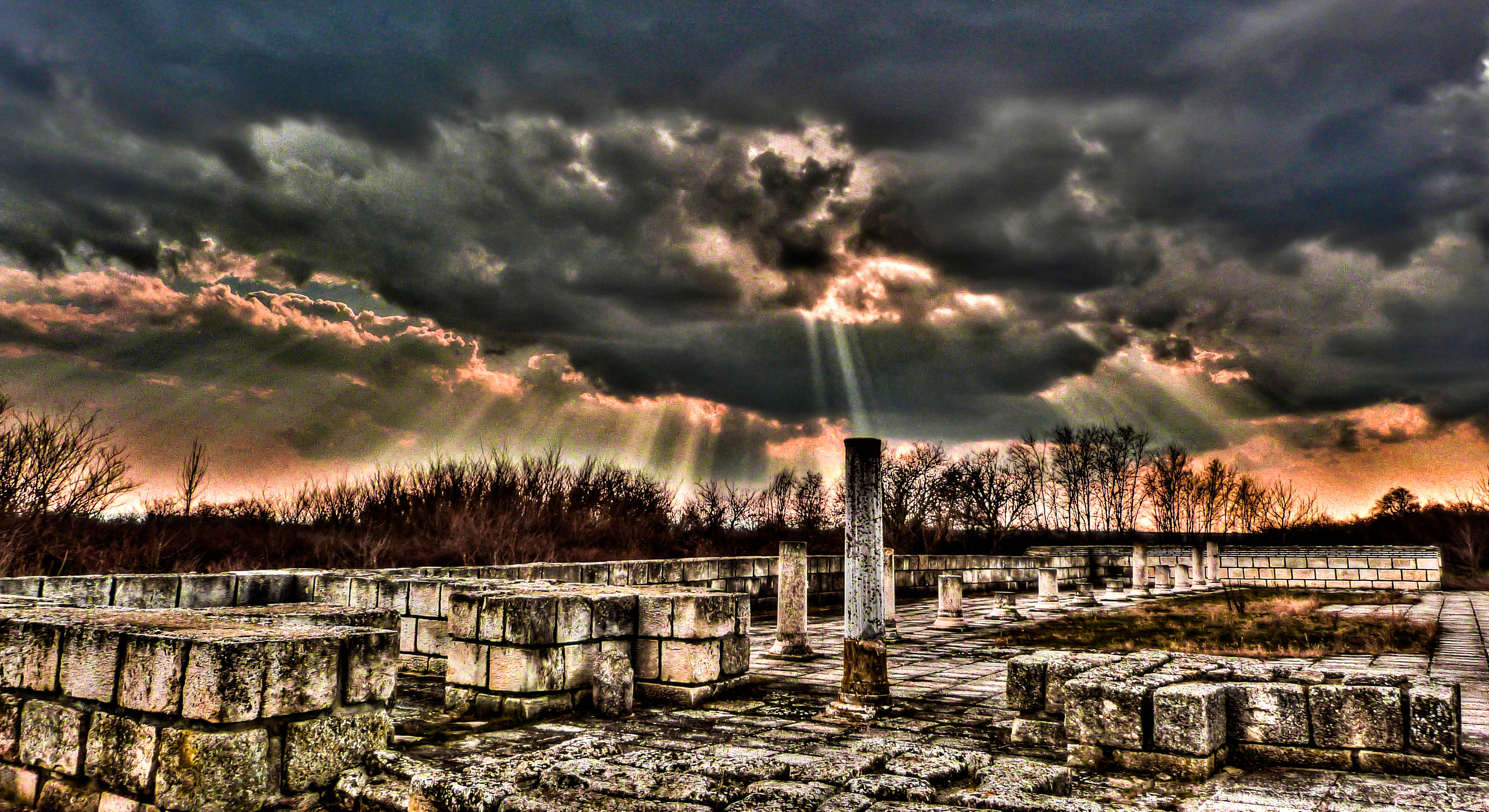
Die Große Basilika in Pliska
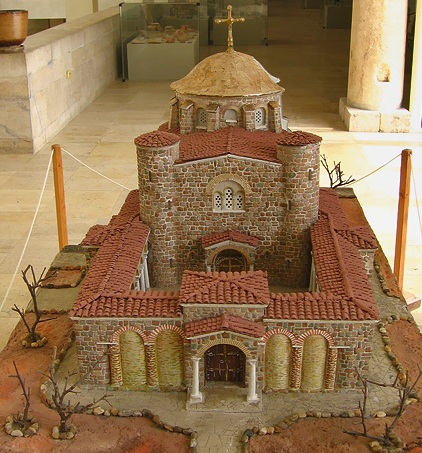
Die runde Kirche in Preslav
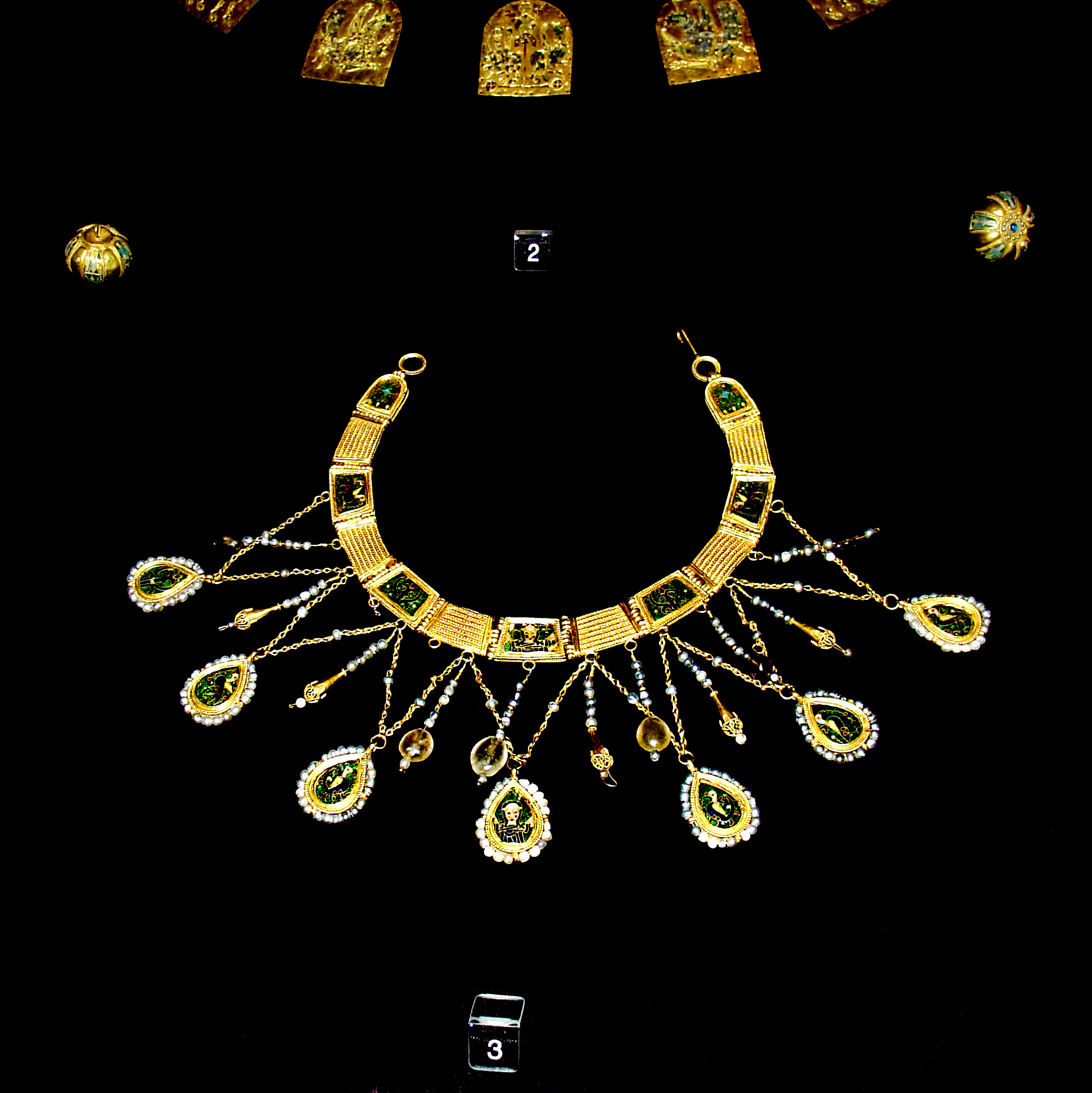
Schatz von Preslaw
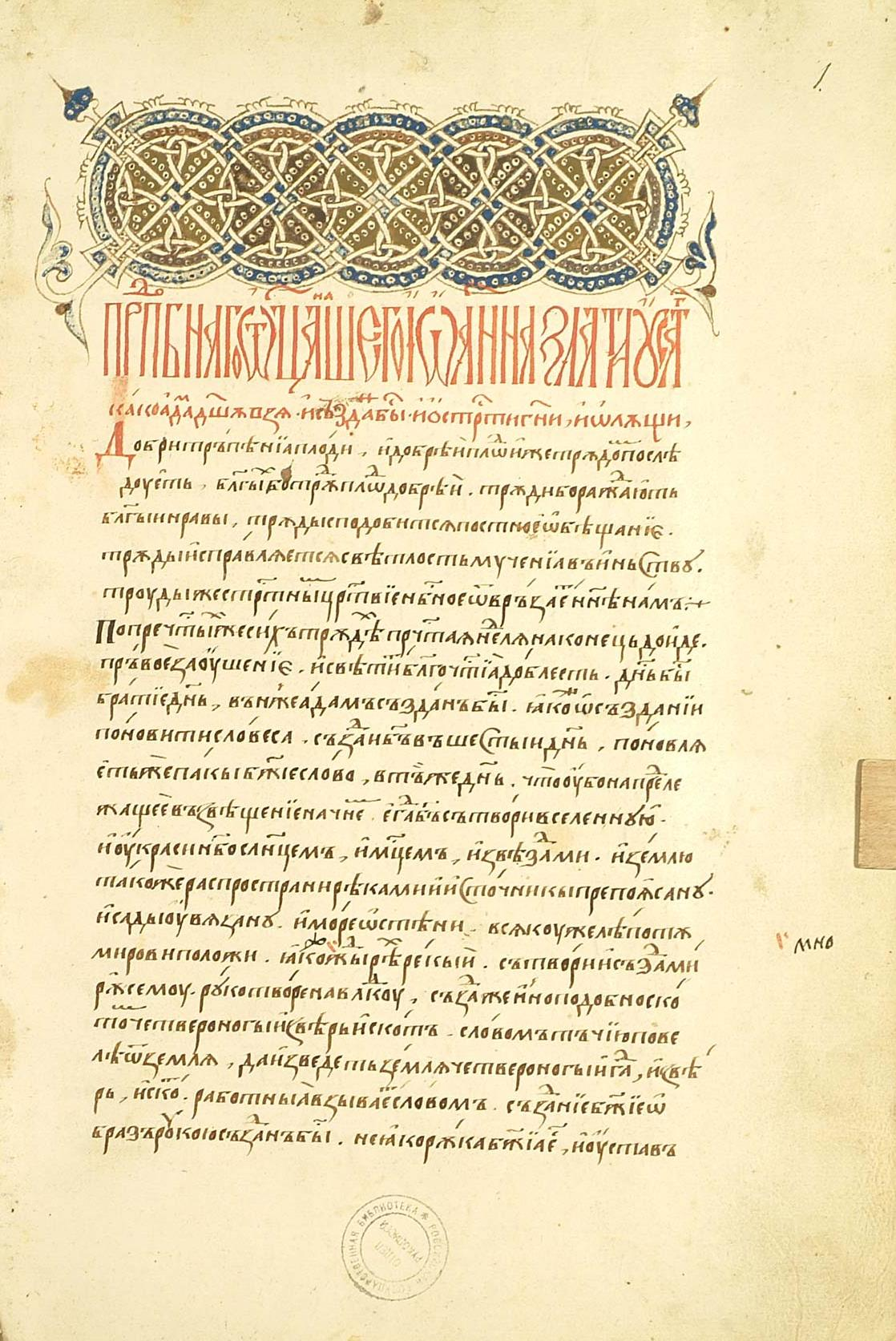
Zlatostruy, eine Sammlung von Worten von Johannes Chrysostomos